# 京都府道244号万福寺線
京都府道244号万福寺線（きょうとふどう244ごう まんぷくじせん）は、京都府宇治市を通る一般府道である。

## 概要
黄檗山萬福寺前から宇治市五ケ庄に至る。
全長309.5 m。黄檗山萬福寺へ至る連絡道で、沿道には寂れた商店街、住宅などもあり生活道路としての性格が強い府道である。
交通量は総じて少な目であるが、毎月8日には万福寺で市が催されその際にはやや混雑する事もある。

### 路線データ
- 起点：宇治市五ケ庄（黄檗山萬福寺前）
- 終点：宇治市五ケ庄（宇治小前交差点、京都府道7号京都宇治線交点）
- 総延長：309.5 m

## 地理

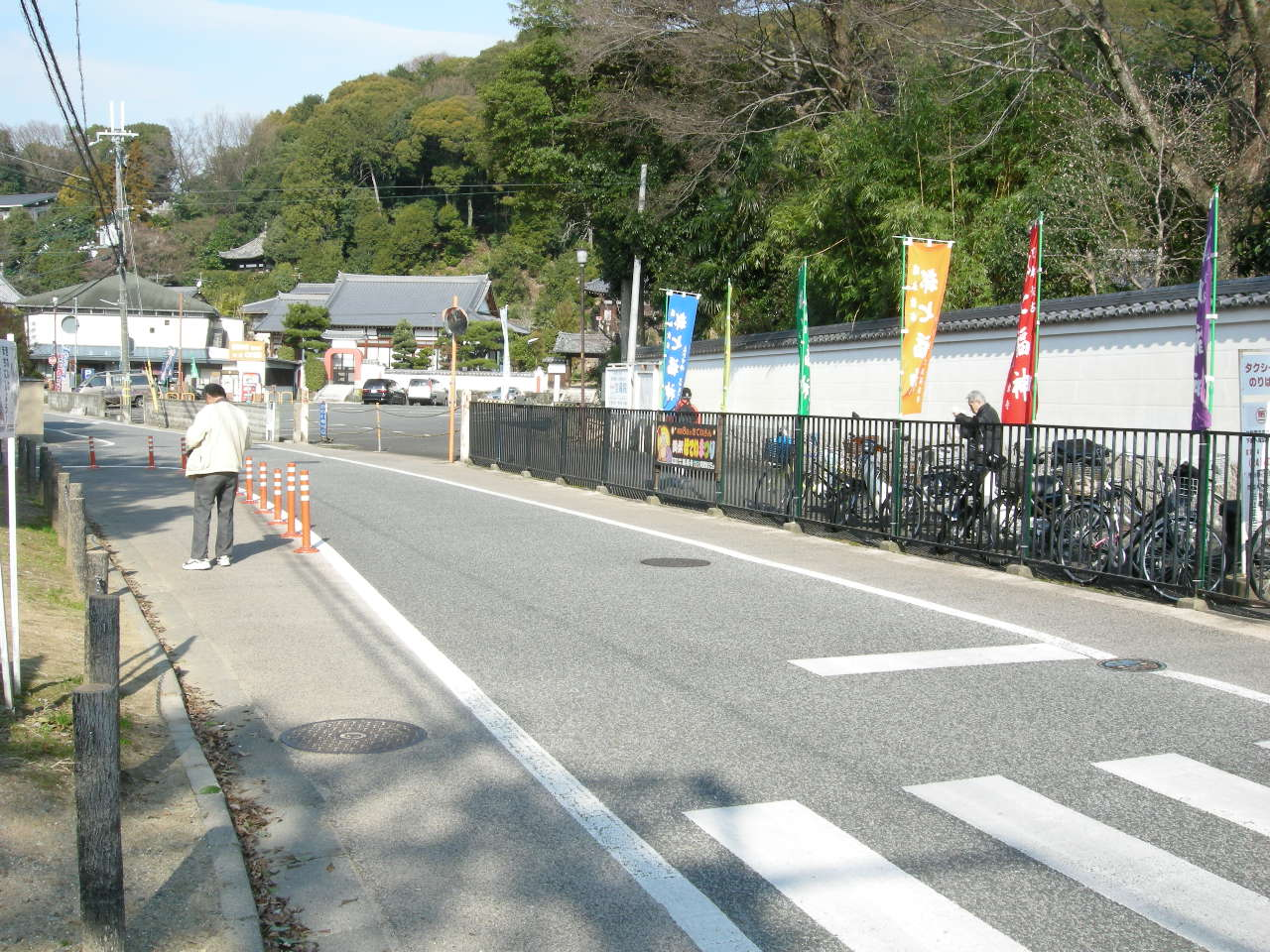
萬福寺門前。府道244号万福寺線起点

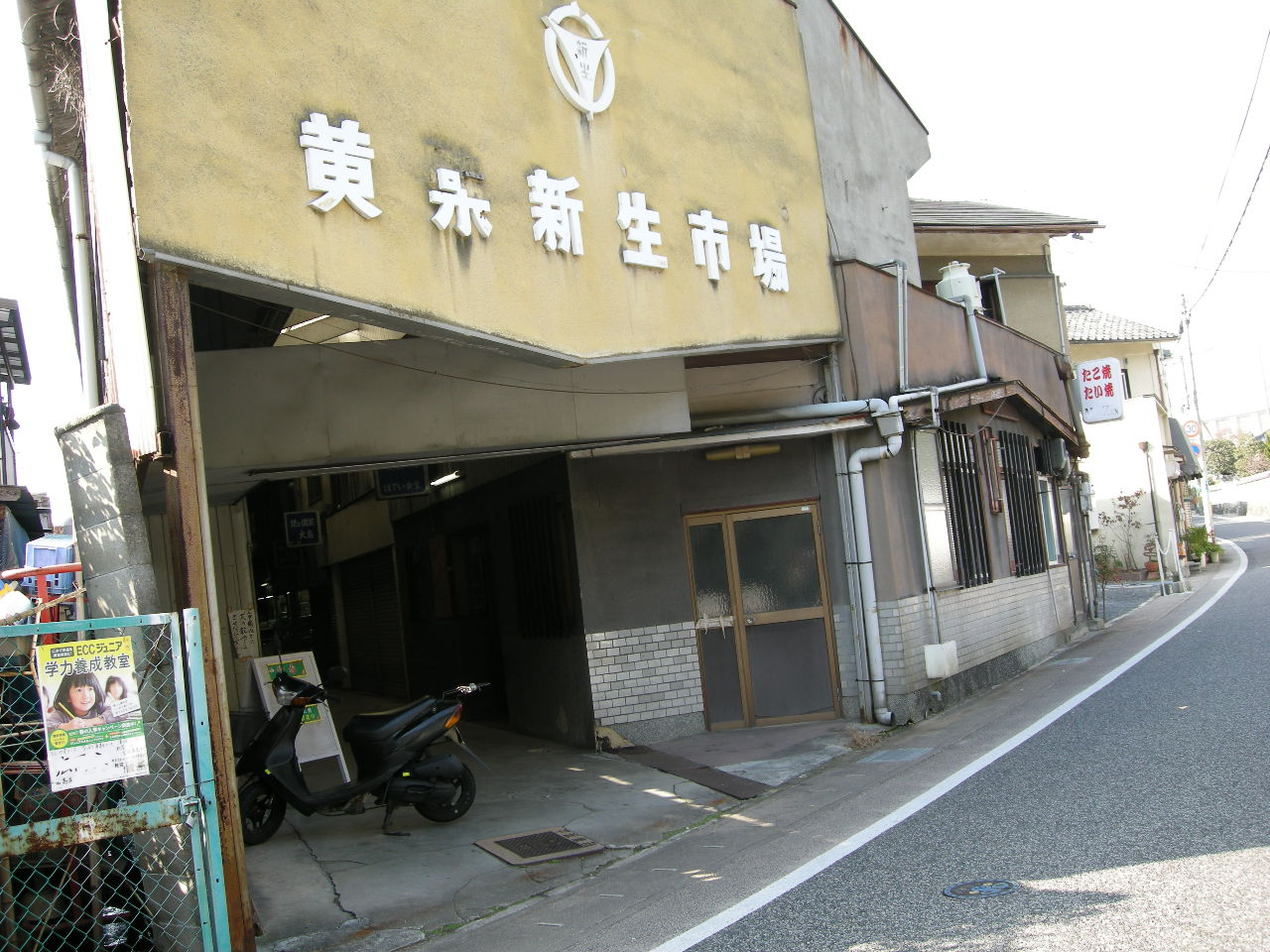
沿道の市場入り口

### 通過する自治体
- 宇治市

### 交差する道路
| 交差する道路                     | 交差する場所 | 交差する場所          |
| -------------------------------- | ------------ | --------------------- |
| 京都府道7号京都宇治線 / 宇治街道 | 五ケ庄       | 宇治小前交差点 / 終点 |

### 沿線
- 萬福寺
- 宇治市立宇治小学校・黄檗中学校
- 宇治五ヶ庄郵便局
- JR西日本奈良線 黄檗駅
- 京阪宇治線 黄檗駅

## ギャラリー

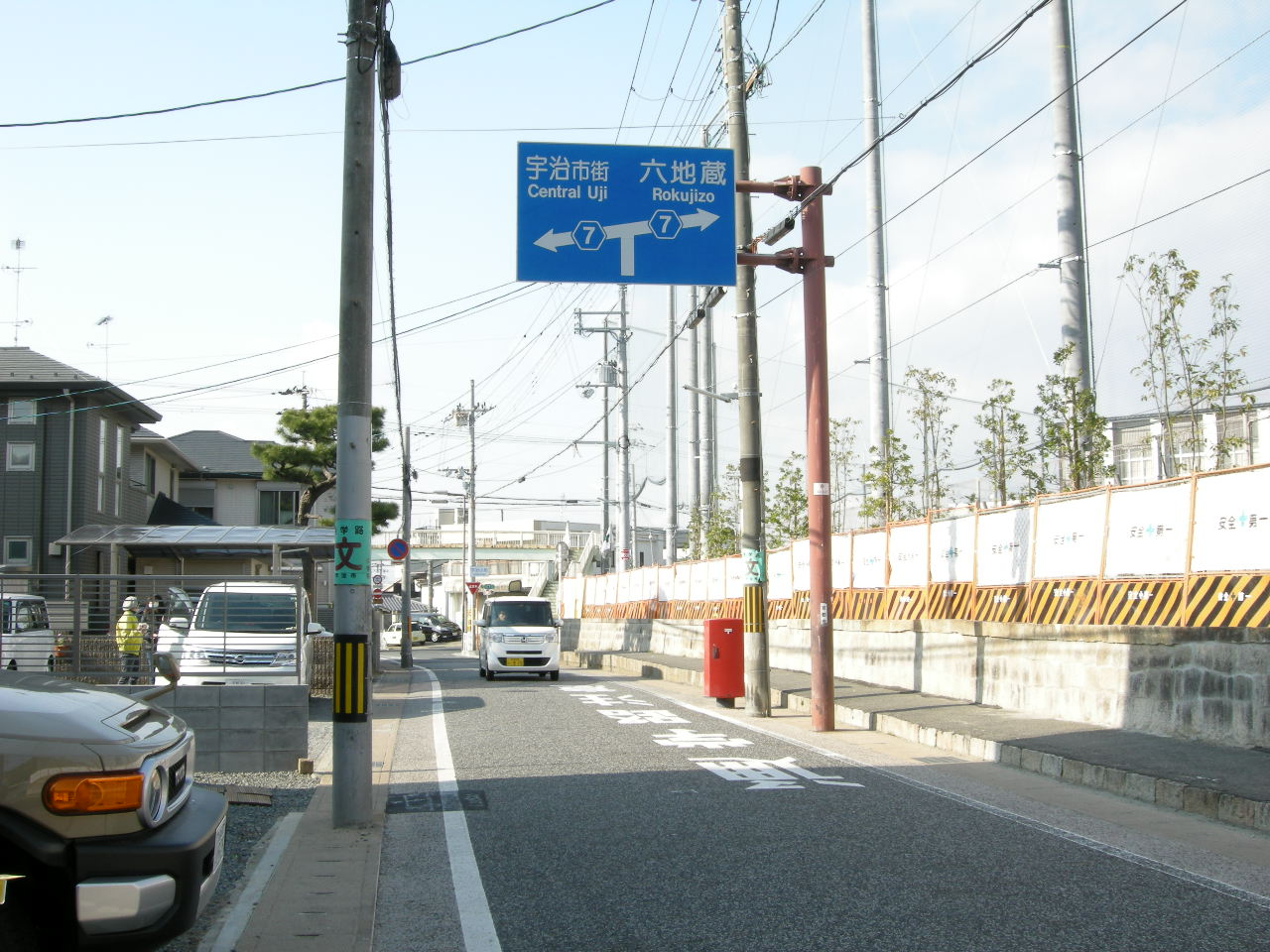
京都府道7号京都宇治線との交差
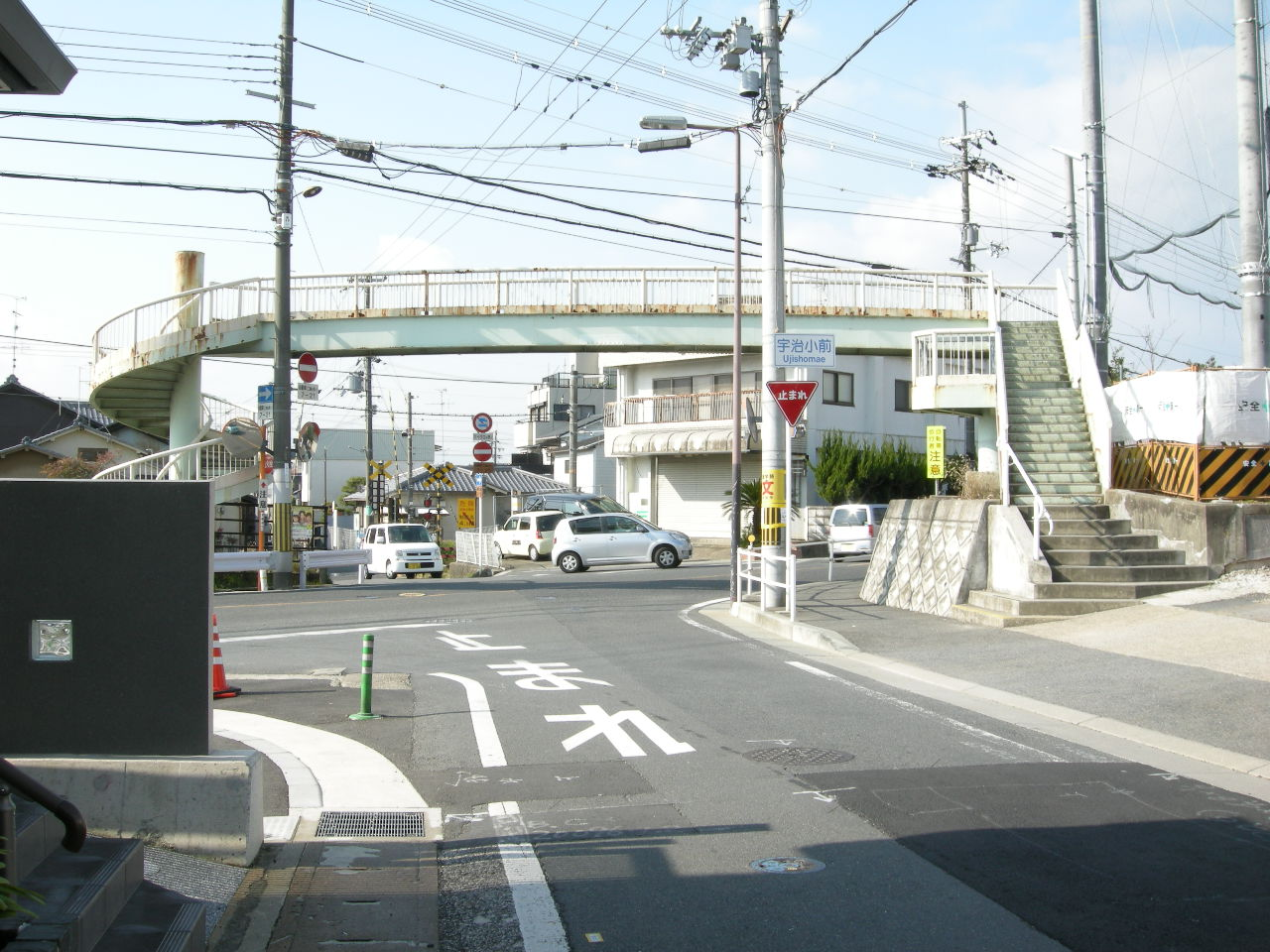
京都府道7号京都宇治線との交差
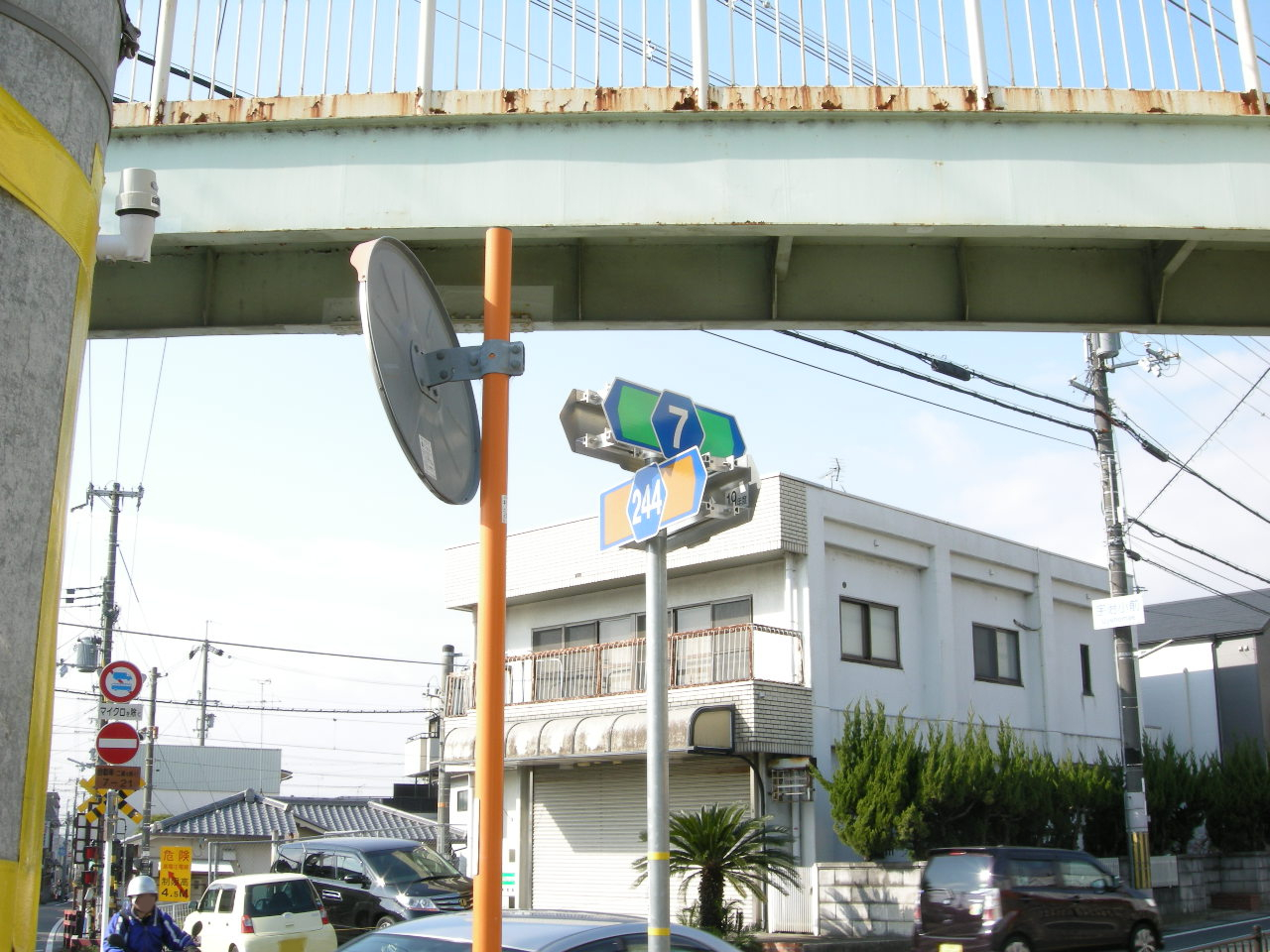
補助標識（終点）